# Saint-Paul (Savoia)
Saint-Paul és un municipi francès situat al departament de la Savoia i a la regió d'Alvèrnia-Roine-Alps. L'any 2007 tenia 573 habitants.

## Demografia

### Població
El 2007 la població de fet de Saint-Paul era de 573 persones. Hi havia 223 famílies de les quals 47 eren unipersonals (22 homes vivint sols i 25 dones vivint soles), 79 parelles sense fills, 79 parelles amb fills i 18 famílies monoparentals amb fills.
La població ha evolucionat segons el següent gràfic:
Habitants censats

### Habitatges
El 2007 hi havia 284 habitatges, 228 eren l'habitatge principal de la família, 33 eren segones residències i 23 estaven desocupats. 275 eren cases i 5 eren apartaments. Dels 228 habitatges principals, 198 estaven ocupats pels seus propietaris, 23 estaven llogats i ocupats pels llogaters i 6 estaven cedits a títol gratuït; 1 tenia una cambra, 8 en tenien dues, 19 en tenien tres, 54 en tenien quatre i 146 en tenien cinc o més. 227 habitatges disposaven pel capbaix d'una plaça de pàrquing. A 84 habitatges hi havia un automòbil i a 133 n'hi havia dos o més.

### Piràmide de població
La piràmide de població per edats i sexe el 2009 era:
| Homes | Edats   | Dones |
| ----- | ------- | ----- |
| 0     | 95 o +  | 0     |
| 4     | 90 a 94 | 4     |
| 4     | 85 a 89 | 8     |
| 4     | 80 a 84 | 4     |
| 8     | 75 a 79 | 0     |
| 8     | 70 a 74 | 12    |
| 16    | 65 a 69 | 4     |
| 12    | 60 a 64 | 8     |
| 4     | 55 a 59 | 8     |
| 16    | 50 a 54 | 20    |
| 24    | 45 a 49 | 8     |
| 36    | 40 a 44 | 28    |
| 20    | 35 a 39 | 20    |
| 16    | 30 a 34 | 20    |
| 4     | 25 a 29 | 20    |
| 12    | 20 a 24 | 16    |
| 16    | 15 a 19 | 12    |
| 20    | 10 a 14 | 16    |
| 32    | 5 a 9   | 28    |
| 4     | 0 a 4   | 12    |

## Economia
El 2007 la població en edat de treballar era de 392 persones, 291 eren actives i 101 eren inactives. De les 291 persones actives 274 estaven ocupades (149 homes i 125 dones) i 17 estaven aturades (5 homes i 12 dones). De les 101 persones inactives 37 estaven jubilades, 43 estaven estudiant i 21 estaven classificades com a «altres inactius».

### Ingressos
El 2009 a Saint-Paul hi havia 241 unitats fiscals que integraven 617 persones, la mediana anual d'ingressos fiscals per persona era de 19.060 €.

### Activitats econòmiques
Dels 25 establiments que hi havia el 2007, 3 eren d'empreses alimentàries, 2 d'empreses de fabricació d'altres productes industrials, 8 d'empreses de construcció, 2 d'empreses de comerç i reparació d'automòbils, 1 d'una empresa de transport, 1 d'una empresa d'hostatgeria i restauració, 1 d'una empresa d'informació i comunicació, 1 d'una empresa financera, 1 d'una empresa immobiliària, 3 d'empreses de serveis, 1 d'una entitat de l'administració pública i 1 d'una empresa classificada com a «altres activitats de serveis».
Dels 8 establiments de servei als particulars que hi havia el 2009, 1 era un taller de reparació d'automòbils i de material agrícola, 1 paleta, 1 fusteria, 4 lampisteries i 1 restaurant.
L'any 2000 a Saint-Paul hi havia 19 explotacions agrícoles que ocupaven un total de 448 hectàrees.

## Equipaments sanitaris i escolars
El 2009 hi havia una escola elemental.

## Poblacions més properes
El següent diagrama mostra les poblacions més properes.